# ルベン・サンチェス・サエス
ルベン・サンチェス・サエス（Rubén Sánchez Sáez、2001年2月4日 - ）は、スペイン・バルセロナ出身のサッカー選手。RCDエスパニョール所属。ポジションはDF。

## クラブ経歴
バルセロナに生まれ、2018年にRCDエスパニョールのカンテラに入団した。
2021年10月18日、ラ・リーガのカディスCF戦にてトップチームデビューを果たした。
2023年8月18日、2023-24シーズンはCDミランデスへレンタル移籍することが決定した。